# Silvia Clemente Municio
Silvia Clemente Municio (la Velilla, 6 de setembre de 1967) és una funcionària i política espanyola vinculada a Castella i Lleó. Va ser procuradora dins del Grup Parlamentari Popular de les vi, vii, viii i ix legislatures de les Corts de Castella i Lleó, va formar part de l'equip de govern de Juan Vicente Herrera a la comunitat autònoma estant al capdavant de diverses conselleries de la Junta de Castella i Lleó i va exercir la presidència de les Corts de Castella i Lleó des de juny de 2015 fins a febrer de 2019, quan va anunciar la seva marxa del Partit Popular.

## Biografia
Va néixer en la localitat segoviana de la Velilla, pertanyent al municipi de Pedraza, el 6 de setembre de 1967.
Es va llicenciar en Dret el 1990 a la Universitat Autònoma de Madrid (UAM). Funcionària membre del Servei Territorial d'Agricultura i Ramaderia de la Junta de Castella i Lleó des de 1992, en 2001 es va convertir en consellera de Medi ambient de l'executiu autonòmic de Juan Vicente Herrera.
Va ser escollida procuradora per Segòvia a les eleccions a les Corts de Castella i Lleó de 2003 dins de la candidatura del Partit Popular (PP), i, amb la formació del nou govern regional, va passar de la Conselleria de Medi ambient a la de Cultura i Turisme, al capdavant de la qual va estar entre 2003 i 2007.
Va exercir el càrrec de consellera d'Agricultura i Ramaderia de la Junta entre 2007 i 2015, es va fer popular pel seu paper en la lluita contra la plaga de talps de 2007 a Castella i Lleó. Va cessar en 2015, quan després de les eleccions autonòmiques de 2015, va ser triada en segona votació del ple del parlament regional presidenta d'est per a la seva ix legislatura.
El 21 de febrer de 2019 va dimitir de tots els seus càrrecs per, segons les seves paraules, el bloqueig al que la hi sotmetia dins del seu propi partit, i va arremetre contra la figura d'Alfonso Fernández Mañueco, president regional del PP, del que va afirmar que «no té paraula» i que «manca completament de lideratge». Va anunciar igualment la seva baixa com a afiliada del PP.
Tres dies després de la comunicació de la seva baixa en el PP es va anunciar que concorreria a les primàries «telemàtiques» de Ciutadans (Cs) per seleccionar l'aspirant a la presidència de la Junta de Castella i Lleó del partit, que es va acollir de cara a permetre la precandidatura de Clemente a una excepció prevista en els seus estatuts. Francisco Igea va anunciar la seva intenció de competir contra Clemente en el procés intern de Cs.